# Worms (gra komputerowa)
Worms – komputerowa strategiczna gra turowa, wyprodukowana przez brytyjskie studio Team17 i wydana w 1995 roku przez Ocean Software. Worms była debiutanckim projektem komercyjnym brytyjskiego programisty Andy'ego Davidsona, początkowo opublikowanym na komputerach Amiga, a później skonwertowanym na inne platformy.
W Worms gracz przejmuje kontrolę nad drużyną składającą się najwyżej z czterech dżdżownic, której zadaniem jest pokonanie drużyny przeciwnika poprzez likwidację jego robaków. Walka toczy się na losowo generowanym terenie przy użyciu licznych rodzajów broni. Rozgrywka jest ograniczona turami, podczas których dżdżownice mogą się swobodnie przemieszczać po planszy.
Worms okazała się przebojem studia Team17, rozpoczynając serię gier komputerowych o tym samym tytule. Davidson niedługo po jej wydaniu opublikował rozszerzające rozgrywkę dodatki Worms Reinforcements oraz Worms: The Director's Cut; pracował następnie nad grami Worms 2 i Worms Armageddon.

## Rozgrywka
Worms jest strategiczną grą turową ze względu na podział czasu gry na tury; rozwija ona pomysł z gry Scorched Earth, zaliczanej niekiedy do gatunku artillery game. Gracz rozpoczyna rozgrywkę na dwuwymiarowej, losowo generowanej planszy, przejmując kontrolę nad czterema dżdżownicami należącymi do jednej drużyny.
Celem gry jest pokonanie drużyny przeciwnika. Osiąga się go poprzez atakowanie wrogich dżdżownic za pomocą różnorakich rodzajów broni. Do dyspozycji gracze mają między innymi konwencjonalną bazookę, strzelbę, granaty, bomby rozpryskowe, dynamit, ale też arsenał będący całkowitym wymysłem twórców. Stąd też w grze pojawiają się takie rodzaje broni, jak wybuchająca owca lub zadająca znaczne obrażenie bomba bananowa. Rozgrywka polega na przemieszczaniu robaka wzdłuż planszy i użyciu broni, po czym tura się kończy. W przypadku niektórych rodzajów broni gracz musi ustalić siłę i kąt wystrzału bądź rzutu. Gracz może również używać narzędzi pomagających w przemieszczaniu się kierowanej postaci, na przykład palnika wykopującego tunel, podestu lub teleportera powodującego transport robaka do wybranego miejsca na mapie.
Rozgrywka w grze Worms dedykowana jest do gry wieloosobowej; rozgrywkę może toczyć nawet czterech graczy (po jednym dla każdej drużyny) lub szesnastu (wówczas każdy gracz wciela się w konkretną dżdżownicę).

## Produkcja
Autorem Worms był brytyjski projektant Andy Davidson, który wcześniej programował inne gry tematycznie podobne do Scorched Earth. O ile jednak w Scorched Earth kierowane czołgi nie miały możliwości jednoczesnego ruchu i ataku w ramach jednej tury, projekt Davidsona to w założeniu umożliwiał. W celu odróżnienia swej pracy od Scorched Earth i jej podobnych Davidson głównymi bohaterami gry uczynił robaki.
Pierwotna wersja Worms nosiła miano Total Wormage i pod takim tytułem Davidson zgłosił ją do konkursu na najlepszą grę napisaną w języku BASIC, organizowanego przez magazyn „Amiga Format”. Jego projekt nie wzbudził jednak zainteresowania. Niezrażony brytyjski programista wystawił Total Wormage na targach European Computer Trade Show w 1994 roku. Jego projektem zainteresował się przedstawiciel studia Team17 Martyn Brown, który zaoferował Davidsonowi pomoc przy wydaniu gry.
Rozpoczęły się intensywne prace nad przerabianiem gry – odtąd zwanej już Worms – na inne platformy, bowiem wersja na komputery Amiga była już gotowa. Davidson osobiście nadzorował przebieg konwersji własnego dzieła. Ostatecznie w listopadzie 1995 roku gra ukazała się w wersji na Amigę, system operacyjny MS-DOS oraz konsolę PlayStation. Sukces Worms spowodował jej adaptację na kolejne platformy należące do Atari, Segi i Nintendo. Planowano także edycję na konsolę Virtual Boy, jednak prace nad nią zostały przerwane.

## Odbiór gry
Gra Worms spotkała się ze sporym zainteresowaniem ze strony europejskich krytyków. Heinrich Lenhardt z niemieckiego pisma „PC Player” pisał, że w grze „więcej jest zabawy niż robaków”, zaznaczając potencjał, jaki kryje się w rozgrywce międzyludzkiej. Marcin Borkowski z pisma „Top Secret” opisał grę jako „świetną w pomyśle i perfekcyjną w realizacji”. Zdaniem Steve'a McGilla z brytyjskiego magazynu „Amiga Format” Worms „oddaje hołd temu, co powinno być celem każdej gry: rozrywce, uspołecznieniu, grywalności i uzależnieniu”.
Recenzenci docenili zróżnicowanie rodzajów terenu i broni, kładąc nacisk na możliwość opracowywania przez gracza różnych taktyk umożliwiających zwycięstwo. Doceniony został też pomysł autora, oryginalny w czasach wysokobudżetowych superprodukcji. Mimo to Lenhardt zaznaczył, że Worms nie jest dziełem oryginalnym pod względem sposobu rozgrywki i cechuje się cokolwiek manierycznym humorem.
W Stanach Zjednoczonych premiera Worms nie spotkała się z szerokim odzewem u recenzentów. Wspomniały o niej przede wszystkim dopiero wówczas powstające portale GameSpot i IGN. Redakcja tego ostatniego określiła ją mianem „dziwacznej, wymagającej gry”. Natomiast Trent C. Ward z GameSpotu stwierdził, że pomimo niezbyt zaawansowanych technikaliów Worms stwarza „fantastyczną atmosferę”. Krytykował natomiast turową mechanikę gry, powodującą jego zdaniem niepotrzebne wydłużenie czasu rozgrywki.

## Rozszerzenia gry
W 1996 roku Team17 opublikowało dodatek do Worms pod nazwą Worms Reinforcements, przeznaczony wyłącznie na komputery osobiste. Dodawał on między innymi edytor poziomów oraz możliwość wyboru dżdżownicy kierowanej podczas danej tury. W 1997 roku Davidson opracował natomiast wydaną na komputery Amiga specjalną edycję gry pod nazwą Worms: The Director's Cut. Umożliwiała ona rozgrywkę wieloosobową przez Internet i wyświetlanie barwniejszej scenerii; dodawała także kilkanaście kanonicznych dla serii rodzajów broni, między innymi święty granat ręczny zapożyczony z filmu Monty Python i Święty Graal oraz wybuchające szalone krowy. Wyprodukowano jedynie 5 tysięcy kopii edycji The Director's Cut.